# 松本麻佑
松本 麻佑（まつもと まゆ、Mayu MATSUMOTO、1995年8月7日 - ）は、日本の女子バドミントン選手である。所属は、ほねごり相模原（神奈川県）。

## 人物
北海道札幌市厚別区出身。地元の遊羽バドミントンクラブジュニアチームで競技を始める。小学生年代では、6年次の平成19年度の第16回全国小学生バドミントン選手権大会では2回戦敗退の記録が残っている。
札幌市立厚別南中学校時代は、2年次の全国中学生バドミントン選手権大会（岡山県倉敷市）に出場しており、その時は女子シングルス二回戦で敗退している。
中学校卒業後、江別市のとわの森三愛高等学校に進学。インターハイ（全国高等学校バドミントン選手権大会）では、高校2年次（2012年北信越大会）で団体戦ベスト8に進出高校3年次（2013年北部九州大会）ではシングルス、ダブルスともにベスト8に進出。シングルスの準々決勝では大堀彩（福島県立富岡高等学校）と対戦して敗れた。
高等学校卒業後、北都銀行へ就職して同社融資セクション（融資謝絶案件）担当職を勤める傍ら、バドミントン部に所属。北都銀行入り後は同じ学年で松本と同じ北海道出身の永原和可那とペアを組むようになり、永原とのペアで2014年ロシアオープンで準優勝を果たすなど国際大会への派遣も次第に増えてゆく。
2016年に日本B代表へ永原と共に選出された。
2017年の全日本総合バドミントン選手権大会で永原とのペアで準決勝へ進み最終的に3位に入賞した。これが日本代表チームスタッフに高く評価されて2018年度からバドミントン日本代表（A代表）に昇格となった。
2018年になるとA代表として国際大会へ出場し、伝統ある全英オープンで3位に入賞すると、2018年世界バドミントン選手権大会（中華人民共和国・南京市）では当初の出場メンバーに入っていない、いわばキャンセル待ちの状態から他国選手の出場辞退に伴い繰り上がりで世界選手権への出場が決定する。迎えた世界選手権本戦では、日本を代表するペアであり、リオデジャネイロオリンピック優勝の高橋礼華&松友美佐紀組と3回戦で戦い、2-0のストレート勝ちを収めて勢いに乗ると、決勝では前年度の世界選手権準優勝であり、過去6戦6敗と相性が悪い福島由紀&廣田彩花組と2年連続の顔合わせとなった。決勝ではセットカウント2-1の接戦を制し、連覇を飾った。日本勢の2連覇は全種目を通じて初めてとなる。9月、永原とともに道民栄誉賞を受賞。
11月25日から開催された第73回全日本総合バドミントン選手権大会では、12月1日の決勝で同大会3連覇を狙う福島由紀&2020年東京オリンピックバドミントン女子ダブルスに永原とペアを組んで出場し、1次リーグで3連勝し準々決勝まで進んだが、韓国の金昭映、孔熙容組にセットカウント1-2で敗れ4強入りはならなかった。